# Eulepidotis dewitzei
Eulepidotis dewitzei là một loài bướm đêm trong họ Erebidae.